# HINSON
HINSON（ヒンソン、Hinson Manufacturing Company, Waterloo, Iowa）は、アメリカ合衆国アイオワ州のウォータールーに実在したハンティングウェアの先駆的存在として伝説化したブランド。

## 概要
アメリカにてスポーツハンティングが確立された1930年頃にはすでに誕生していたという古い歴史を持ちながらも、いまだ謎の多い。ジープの幌づくりなども手がけ、1940年代に入るとワークウェアやミリタリーウェアのを手がけるようになると、ブランドの知名度も一躍高まり1940年代～1950年代に最盛期を迎えるも、1960年代にはブランドそのものが消滅したといわれる。

## 参照
- Hinson Manufacturing Company, Waterloo, Iowa :: William Lynch Postcard Collection
- 幻のブランド、HINSONが復活　秋冬にピッタリなアウター - MSN産経ニュース